# Emma Bardán
Amparo Emma Bardán Mateu (Madrid, 28 de octubre de 1899-Madrid, 15 de marzo de 1992), conocida como Emma Bardán, fue una científica y oceanógrafa española.Vinculada a lo largo de toda su carrera al Instituto Español de Oceanografía (IEO), participó en varias de las campañas de investigación oceanográfica de este instituto y realizó varias publicaciones científicas, centrándose especialmente en los aspectos pesqueros de las Islas Canarias y de Málaga. Emma Bardán formó parte de la «primera generación de oceanógrafas» de España junto a otras investigadoras como Jimena Quirós o Ángeles Alvariño.

## Biografía
Emma Bardán nació en Madrid en 1899 en una familia numerosa, con tres hermanas y dos hermanos.La madre de la familia, Emma Mateu, estaba vinculada a la Asociación Nacional de Mujeres Españolas (ANME) y a la Asociación Universitaria Femenina, lo que probablemente influyó el interés por la educación universitaria de las hermanas y hermanos Bardán.En 1917 obtuvo el título de bachiller e inició la licenciatura en Ciencias Naturales en la Universidad Central de Madrid. Tras terminar su formación universitaria comenzó su vinculación profesional con el IEO.
En el año 1926 fue destinada a Málaga, lugar en el que conoció al que luego se convertiría en su marido, el también oceanógrafo Luis Bellón Uriarte, interesado por la botánica marina y la ficología.Tras contraer matrimonio en 1928 tambos fueron destinados al nuevo laboratorio oceanográfico creado en Las Palmas de Gran Canaria, donde continuaron su labor científica hasta 1935, año en el que la situación económica obligó a cerrar el laboratorio. La pareja regresó a Málaga donde continuaron su actividad científica hasta el estallido de la Guerra Civil Española, que interrumpió la investigación científica del IEO.
En 1940, tras el fallecimiento del anterior director, Luis Bellón es nombrado director del laboratorio oceanográfico malagueño. En este centro Bellón intentaría recuperar la actividad científica que había quedado truncada por la guerra. Emma Bardán continuó trabajando en el laboratorio de Málaga hasta el año 1954, año en el que su marido falleció. A partir de ese año Emma se trasladó a la sede central del IEO en Madrid. En el año 1969 le fue concedida la jubilación como ayudante de laboratorio del Instituto Español de Oceanografía.Emma Bardán falleció en Madrid el 15 de marzo de 1992.

## Trayectoria científica

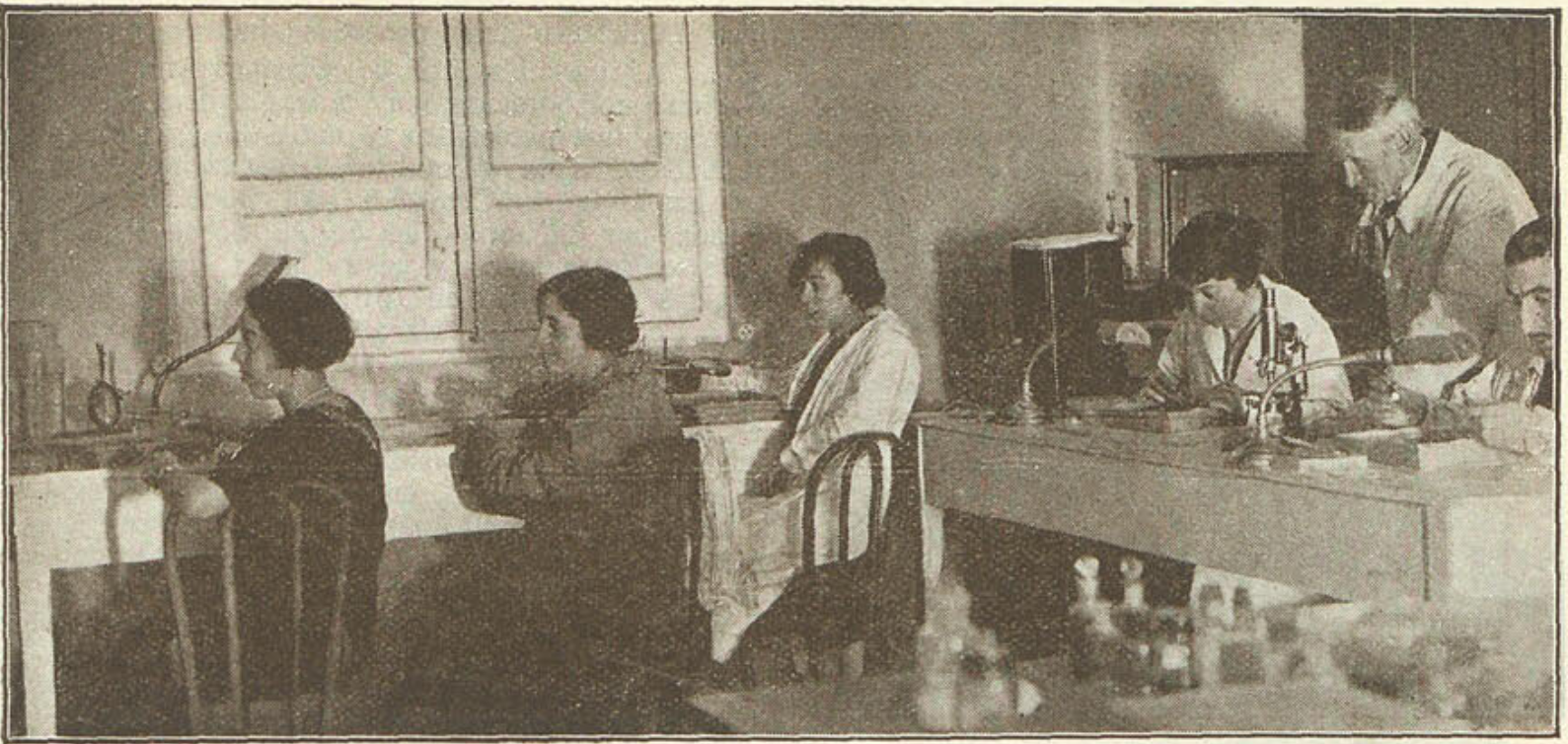
Curso de Adrian Robert impartido en el Instituto Español de Oceanografía. De izquierda a derecha: Encarnación Sánchez, Mercedes García, Emma Bardán y Jimena Quirós.

Mientras cursaba la licenciatura en Ciencias Naturales Emma Bardán realizó varios cursos relacionados con la biología marina a través del Instituto Español de Oceanografía (IEO) y el Museo Nacional de Ciencias Naturales (MNCN). En 1922, tras acabar la licenciatura, superó las asignaturas del ciclo de doctorado en ciencias y fue nombrada «alumna interna del IEO».En los años siguientes continuó su formación en el ámbito de las ciencias del mar, siendo nombrada alumna de los estudios especiales de oceanografía, química del mar y biología aplicada a la pesca por parte del Ministerio de Marina, al cual estaba vinculado el IEO.
En esta época participó en la que sería su primera campaña oceanográfica a bordo de un barco velero del IEO. De estas investigaciones salió publicada la que fue su primera publicación científica, titulada «Estudio comparativo de la densidad del agua de mar, determinada por varios métodos». En 1926 tras una oposición fue nombrada oficialmente ayudante del laboratorio oceanográfico de Málaga.En Málaga continuó desarrollando su actividad científica relacionada con los aspectos físico-químicos del océano, participando en varias de las sucesivas campañas realizadas por el centro de investigación. 
En 1928 fue nombrada ayudante en el laboratorio oceanográfico de Canarias.Allí se trasladó junto a su marido, Luis Bellón, y continuó realizando algunas investigaciones sobre la física y la química de las aguas y de los fondos marinos, además de algunos trabajos sobre la fauna de interés científico y pesquero. Junto a su marido realizó algunas de las investigaciones, que publicaron conjuntamente. 
Tras la Guerra Civil, Emma reorientó sus investigaciones hacia cuestiones pesqueras, especialmente en el estudio de las pesquerías en el mar de Alborán, centrándose en la biología de especies como la sardina y el boquerón. Durante estos años contribuyó con algunos artículos científicos sobre el interés biológico y pesquero de estas especies. Estas investigaciones permitieron que a finales de la década de 1940 se convirtiera en una de las primeras oceanógrafas españolas en participar en los grupos de trabajo del Consejo Internacional para la Exploración del Mar (ICES). Tras el fallecimiento de su marido y el retorno a Madrid, colaboró en la edición de las publicaciones del IEO y en la organización de bases de datos de las diversas campañas oceanográficas. 

### Publicaciones
- Bardán, E. (1926). Estudio comparativo de la densidad del agua de mar, determinada por varios métodos. Notas y resúmenes del IEO, 2 (14): 1 - 12.
- Bellón, L. y Bardán, E. (1931). Primeros trabajos del Laboratorio Oceanográfico de Canarias. Notas y Resúmenes del IEO, 2 (48): 1-79.
- Bellón, L. y Bardán E. (1931). Nota sobre los peces elasmobranquios de Canarias. Notas y Resúmenes del IEO, 53: 1-39.
- Bellón, L. y Bardán E. (1932). Oceanografía de la bahía de Las Palmas (Canarias) en 1931. Notas y Resúmenes del IEO, 2 (61): 1-68.
- Bellón, L. y Bardán E. (1934). Observaciones oceanográficas realizadas durante 1932 en la bahía de Las Palmas (Canarias). Notas y Resúmenes del IEO, 2 (77): 1-44.
- Bardán, E. y Navarro F. D. P. (1948). La talla de la sardina en relación con el arte de pesca y con el sexo (1940-1947). Boletín del IEO, 5: 1-17.
- Bellón, L. y Bardán, E. (1949). Algunos datos sobre los Thunnidae de Canarias. Boletín del IEO, 19: 1-28.
- Bardán, E., Navarro, F. D. P., & Rodríguez, O. (1949). Nuevos datos sobre la sardina del Mar de Alborán: (Agosto de 1948 a marzo de 1949). Boletín del IEO, (17), 1-11.
- Bardán, E. y Navarro, F. D. P. (1950). Nuevos datos sobre la sardina de Málaga. Boletín del IEO, 34: 1-4.
- Bardán, E. y Navarro, F. D. P. (1952). Estudios sobre la sardina de Málaga en 1951 y consideraciones sobre la variabilidad de su fórmula vertebral. Boletín del IEO, 57: 1-23.

## Reconocimientos
En enero del año 2006 entró en servicio el buque de investigación oceanográfica y pesquera B/O Emma Bardán, construido por los Astilleros M. Cies y destinado a la Secretaría General del Mar (actual Secretaría General de Pesca) del Ministerio de Medio Ambiente, Medio Rural y Marino de España. Desde entonces ha centrado su actividad en la realización de campañas científicas para el cartografiado de los fondos marinos y la obtención de datos pesqueros y oceanográficos. 